# دهستان باراندوز
باراندوز (به ترکی؛ باراندوز، Barandoz) دهستانی است از توابع بخش مرکزی شهرستان ارومیه در استان آذربایجان غربی ایران.

## جمعیت
بنابر سرشماری مرکز آمار ایران در سال ۱۳۹۵، جمعیت این دهستان برابر با ۱۲٬۰۰۸ نفر (۳٬۲۹۲ خانوار) بوده‌است. 